# Stokschroef

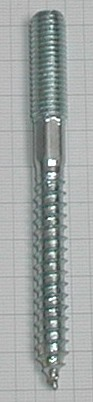
Stokschroef

Een stokschroef of stokeind is een stalen bevestigingsmiddel dat aan één uiteinde voorzien is van houtschroefdraad en aan het andere uiteinde van schroefdraad waar een moer op gedraaid kan worden.
Een stokschroef wordt aan één zijde in hout of met behulp van een plug in een muur geschroefd, en aan de andere zijde kan een moer gedraaid worden. Het middenstuk, tussen het schroefgedeelte en het draadgedeelte, is vaak afgeplat of zeskantig, zodat er een steeksleutel gebruikt kan worden om hem in het hout of in de plug te draaien. Soms is er aan bovenkant van het draadeind een zeskantig of stervormig gat aangebracht. Men kan dan de stokschroef met behulp van een inbus- of torxsleutel aanbrengen of verwijderen. Als dit niet mogelijk is, kunnen twee moeren met kracht tegen elkaar aan op het schroefdraad gedraaid worden. De stokschroef kan dan met een steeksleutel op de bovenste moer ingedraaid worden. Uitdraaien gebeurt met behulp van de onderste moer.
Voor het indraaien van stokschroeven is ook speciaal gereedschap. Het bestaat uit een handvat met daaraan een draaibare rol, die voorzien is van diverse blinde schroefdraadgaten. Na het aanbrengen van de stokschroef in een van de schroefgaten, kan deze vervolgens met behulp van het handvat worden ingeschroefd.
De stokschroef vindt zijn toepassing onder andere bij bevestiging van gevel- en dakbeplating, zonnepanelen, kabelgoten, leidingen, trapleuningen en wasbakken.
Het voordeel van deze manier van monteren is dat het eenzijdig kan gebeuren, dus zonder dat men iets aan de andere kant hoeft te doen. Bovendien is het mogelijk om het bevestigde voorwerp snel te demonteren of bijvoorbeeld te vervangen, zonder dat de stokschroef zelf uit de muur of balk gedraaid hoeft te worden. Daardoor behoudt de verbinding ook na herhaaldelijk vast- en losmaken haar sterkte.